# St. Gabriel (Salzgitter)

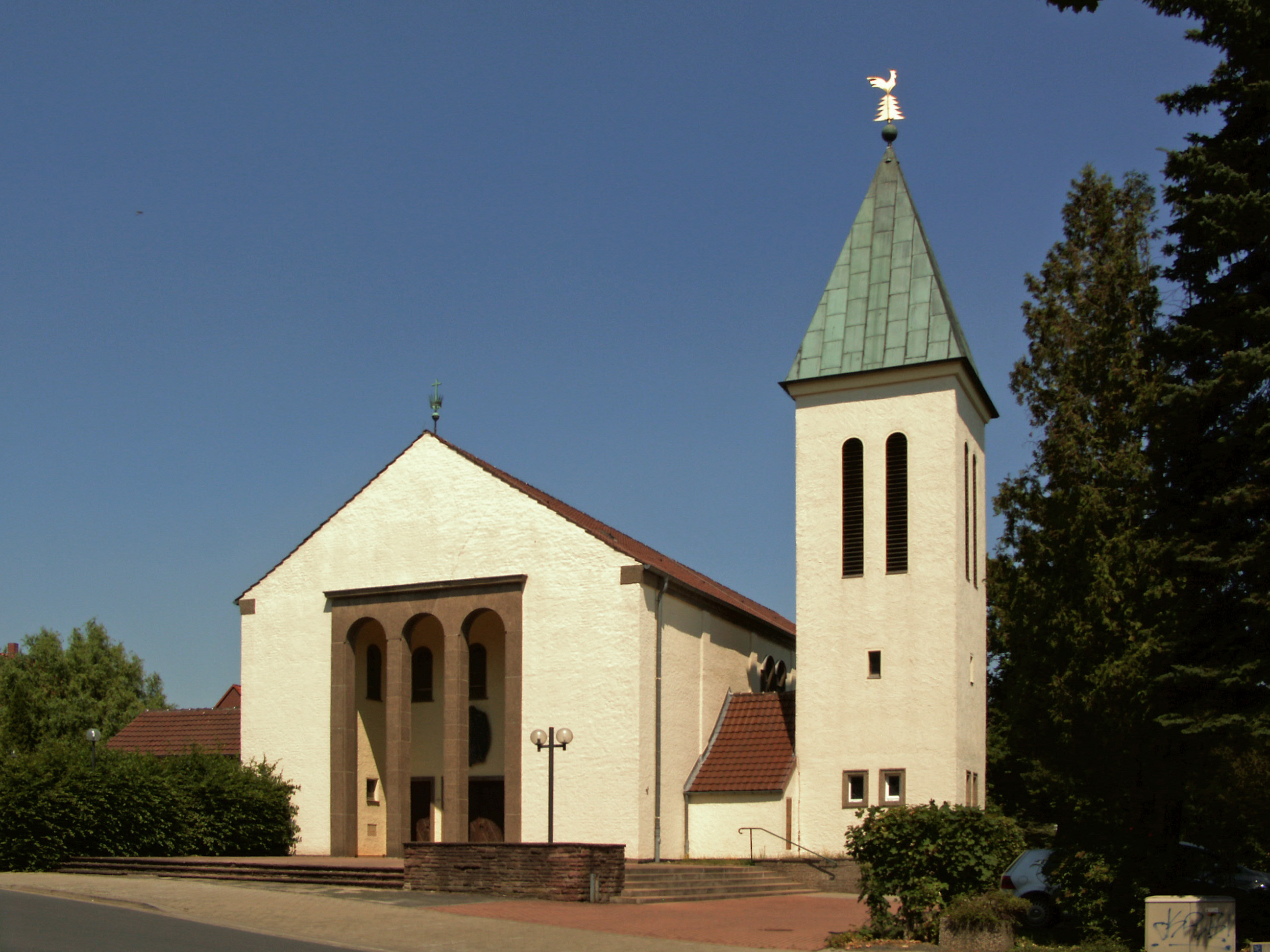
St.-Gabriel-Kirche

Die Kirche Sankt Gabriel ist die katholische Kirche in Gebhardshagen, einem Stadtteil von Salzgitter in Niedersachsen. Sie gehört als Filialkirche zur Pfarrei St. Marien mit Sitz in Salzgitter-Bad und damit zum Dekanat Goslar-Salzgitter. Die im Sandgrubenweg 19A (Ecke Haßjägerweg) befindliche Kirche ist die einzige Kirche im Bistum Hildesheim, die nach dem Erzengel Gabriel benannt ist.

## Geschichte
Die Region des heutigen Salzgitter wurde zu Ende des 8. Jahrhunderts christianisiert. Ausgangspunkt für die Bekehrung zum Christentum war das 744 gegründete Kloster zu Fulda. Nach der Gründung des Bistums Hildesheim im Jahre 815 durch Ludwig den Frommen gehörte das heutige Salzgitter zu dessen Einflussbereich, Gebhardshagen gehörte hier zum Kirchenkreis (Archidiakonat) Barum.
Im Jahr 1542 wurde nach dem Sieg der Schmalkaldischen Truppen gegen Herzog Heinrich den Jüngeren zum ersten Mal die Reformation eingeführt. Als fünf Jahre später Karl der V. die Schmalkaldischen Truppen besiegte, konnte Herzog Heinrich d. J. wieder in sein Herzogtum zurückkehren und ordnete in der Folge die Rückkehr zum katholischen Glauben an. Endgültig eingeführt wurde die Reformation 1568, als sein Sohn Herzog Julius den Thron übernahm.
Durch den Zuzug zahlreicher Arbeitnehmer im Rahmen des Aufbaus der im Juli 1937 gegründeten Reichswerke AG für Erzbergbau und Eisenhütten „Hermann Göring“ war die Zahl der Katholiken im Gebiet des heutigen Salzgitter wieder stark angestiegen. 1938/39 begann das Bistum Hildesheim mit Planungen für Kirchbauten in diesem Gebiet. Im Sommer 1939 entschied Adolf Hitler jedoch, „daß in den neuen Siedlungen, wie z. B. Linz, Fallersleben, bei den Hermann Göring-Werken usw. keine Bauplätze für Kirchen vorgesehen werden sollen“. Auch die Frage, ob für einen etwaigen späteren Bedarf Plätze für Kirchenbauten freizuhalten seien, hatte Hitler entschieden verneint.
Zu dieser Zeit gehörte Gebhardshagen zur Pfarrei St. Petrus im rund 15 Kilometer entfernten Wolfenbüttel. Ab 1939 bis zur kriegsbedingten Einstellung des Wohnungsbaus 1942 wurden in Gebhardshagen über 700 Wohnungen errichtet, ferner Baracken für Wohnzwecke.
Nachdem das Deutsche Reich mit dem Überfall auf Polen den Zweiten Weltkrieg begann und infolgedessen Frankreich am 3. September 1939 Deutschland den Krieg erklärte und zwei Tage später eine Offensive gegen das Saargebiet begann wurden Saarländer in das Innere des Reichsgebietes evakuiert. Daher fanden nun auch in Gebhardshagen katholische Gottesdienste statt. Gebhardshagen kam damals zur neugegründeten Lokalkaplanei Lesse, die der in Krähenriede ansässigen Vikarie „Reichswerke Hermann Göring-West“ angeschlossen war, oder zur Vikarie „Reichswerke Hermann Göring-Ost“ mit Sitz in Barum. Nach der Rückführung der Saarländer nach dem von der Wehrmacht gewonnenen Westfeldzug im Juli 1940 wurde im Herbst 1940 der Gasthaussaal in Gebhardshagen wieder der kirchlichen Beanspruchung entzogen.

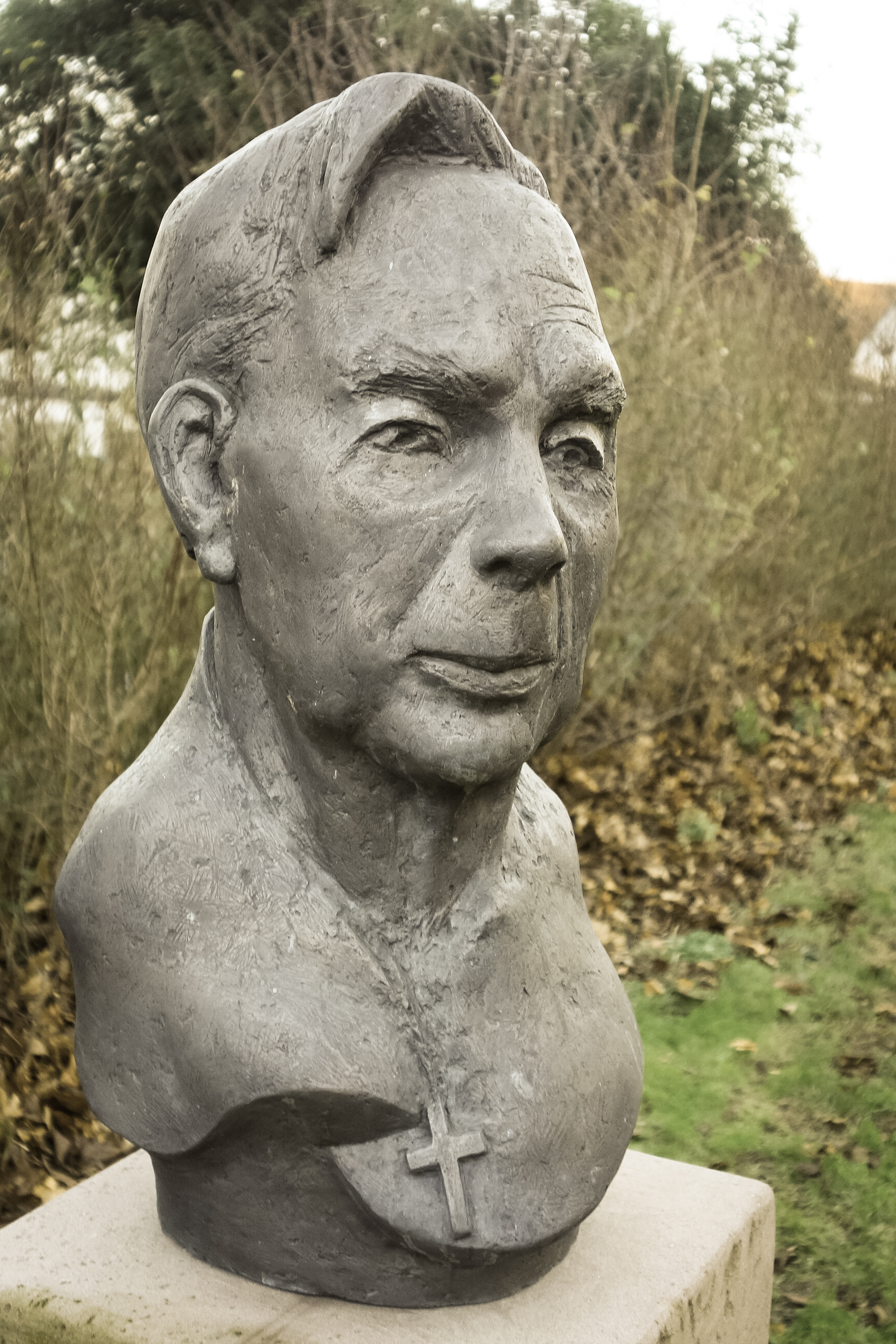
Büste Johannes Wosnitza

Im Frühjahr 1941 wurden wegen der angestiegenen Katholikenzahl Teile der Wolfenbütteler Pfarrgemeinde als eigenständige Kuratieen abgetrennt, zusammen mit umliegenden Ortschaften bildete Gebhardshagen ab März 1941 die Kuratie „Wolfenbüttel Land IV“, der in diesem Jahr bereits 1214 Katholiken angehörten. Ab 1941 wurden an St. Gabriel auch Kirchenbücher geführt. Als erster Pfarrer wurde im März 1941 der aus Oberschlesien stammende Johannes Wosnitza (1908–1995), der zuvor als Kaplan in Hamburg-Wilhelmsburg tätig war, nach Gebhardshagen berufen. Bis zum 19. März 1943 konnten jedoch nur im Wohnzimmer des Pfarrers oder in anderen Privatwohnungen Gottesdienste stattfinden. Alle Versuche, an einen größeren Raum oder eine Baracke für Gottesdienste zu gelangen, verhinderten die Geheime Staatspolizei und andere Behörden. Während öffentliche katholische Gottesdienste in der Ortschaft Gebhardshagen noch verboten waren, gelang es einem internierten französischen Geistlichen, im zu Gebhardshagen gehörenden Lager 4 eine Baracke zu einer Lagerkapelle umzugestalten und dort täglich Gottesdienste für die Gefangenen zu halten.
Am 19. Februar 1943, als die Schlacht von Stalingrad für Deutschland zu einem Wendepunkt im Zweiten Weltkrieg wurde, wurde die staatspolizeiliche Genehmigung für einen Gottesdienstraum in Gebhardshagen erteilt. So konnte am 21. März 1943 ein leerstehender Raum in der Gaststätte Leschin („Zur Eiche“) für Gottesdienste eingeweiht werden. Ab Spätsommer 1944 kamen vor dem Vorrücken der Alliierten evakuierte Katholiken aus dem Raum Aachen in das Land Braunschweig. Obwohl die NSDAP-Kreisleitung aufgrund der Wohnraumknappheit das Aufbaugebiet der Reichswerke zum „Sperrkreis“ erklärt hatten, in dem „Flüchtlinge lediglich [...] bei nahen Verwandten [...] unterkommen durften“, ließen sich auch hier Evakuierte nieder. Nachdem am 30. November 1944 der Saal der Gaststätte bei einem Bombenabwurf zerstört worden war, fanden die Gottesdienste zunächst wieder in der Pfarrwohnung statt. Ab Ende Dezember 1944 durfte die katholische Gemeinde die evangelische St.-Nicolai-Kirche mitbenutzen.
Am 10. April 1945 wurde das Salzgittergebiet von amerikanischen Truppen eingenommen. Ab Sommer 1945 fanden die Gottesdienste in verschiedenen Räumen der Schule am Sonnenberg statt. Die Geistlichen aus Gebhardshagen hielten auch im rund vier Kilometer entfernten Nachbarstadtteil Heerte, wo sich zeitweise eine katholische Notkapelle befand, Gottesdienste ab.
Infolge des Zweiten Weltkriegs vergrößerte sich die Zahl der Katholiken in Gebhardshagen weiter durch den Zuzug von katholischen Flüchtlingen und Heimatvertriebenen aus den Ostgebieten des Deutschen Reiches. 1953 erfolgte die Grundsteinlegung für die St.-Gabriel-Kirche, und bereits am 13. Dezember 1953 folgte die Benediktion durch Bischof Joseph Godehard Machens. 1955 folgte die Grundsteinlegung des Pfarrhauses, heute dient das Gebäude als Hort für 32 Kinder. 1959 eröffnete das neuerbaute benachbarte katholische Altenheim Maria im Tann. Am 1. April 1961 wurde die Pfarrei St. Gabriel eingerichtet. 1972 wurde die Kirche umgebaut. Der Bau eines Glockenturmes war aus Kostengründen zurückgestellt worden, dieser wurde erst 1982 auf dem bereits vorhandenen Unterbau errichtet. Zuvor diente ein kleiner freistehender Turm hinter der Kirche, der heute noch vorhanden ist, als Ersatz.
1981 wurde Pfarrer Johannes Wosnitza zum Ehrendomkapitular ernannt, und 1985 mit dem Bundesverdienstkreuz ausgezeichnet. 1986 trat er nach 45-jähriger Tätigkeit in Gebhardshagen in den Ruhestand. 1989 wurde ihm, der bis zu seinem Tod 1995 in Gebhardshagen wohnen blieb, das Ehrenbürgerrecht der Stadt Salzgitter verliehen. Auch eine Straße in Gebhardshagen ist nach ihm benannt. Seit 2016 erinnert auch eine von der Braunschweiger Bildhauerin Sabine Hoppe geschaffene und am Weddemweg aufgestellte Bronzebüste an Wosnitza.
Seit dem 1. November 2006 gehört die St.-Gabriel-Kirche zur Pfarrei „St. Marien“, die Pfarrgemeinde St. Gabriel wurde in diesem Zusammenhang aufgehoben, deren Kirchenbücher geschlossen. Seit dem 1. Juli 2007 gehört die Kirche zum damals neu errichteten Dekanat Goslar–Salzgitter, zuvor gehörte sie zum 1952 gegründeten Dekanat Salzgitter.

## Architektur und Ausstattung

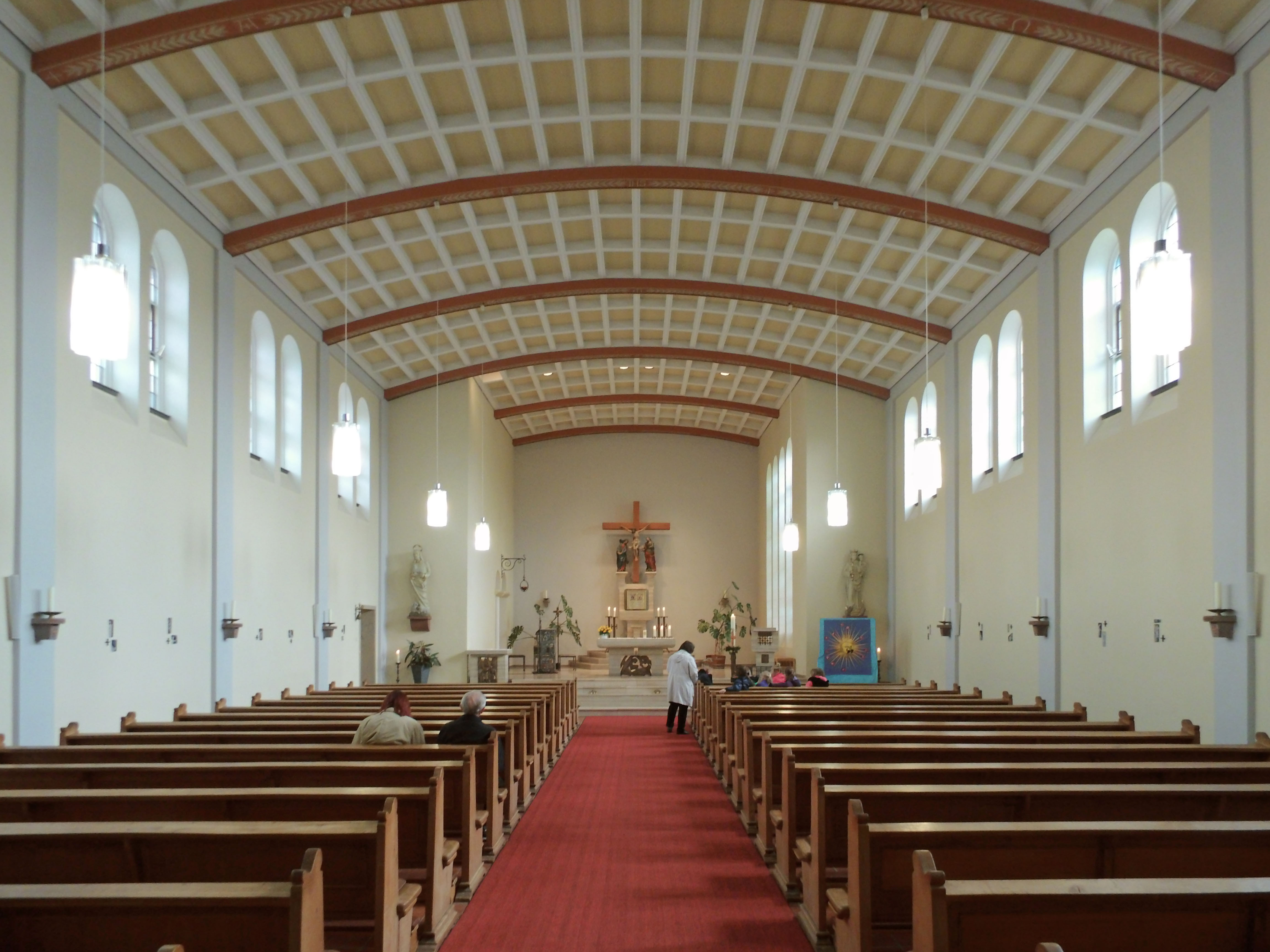
Innenansicht

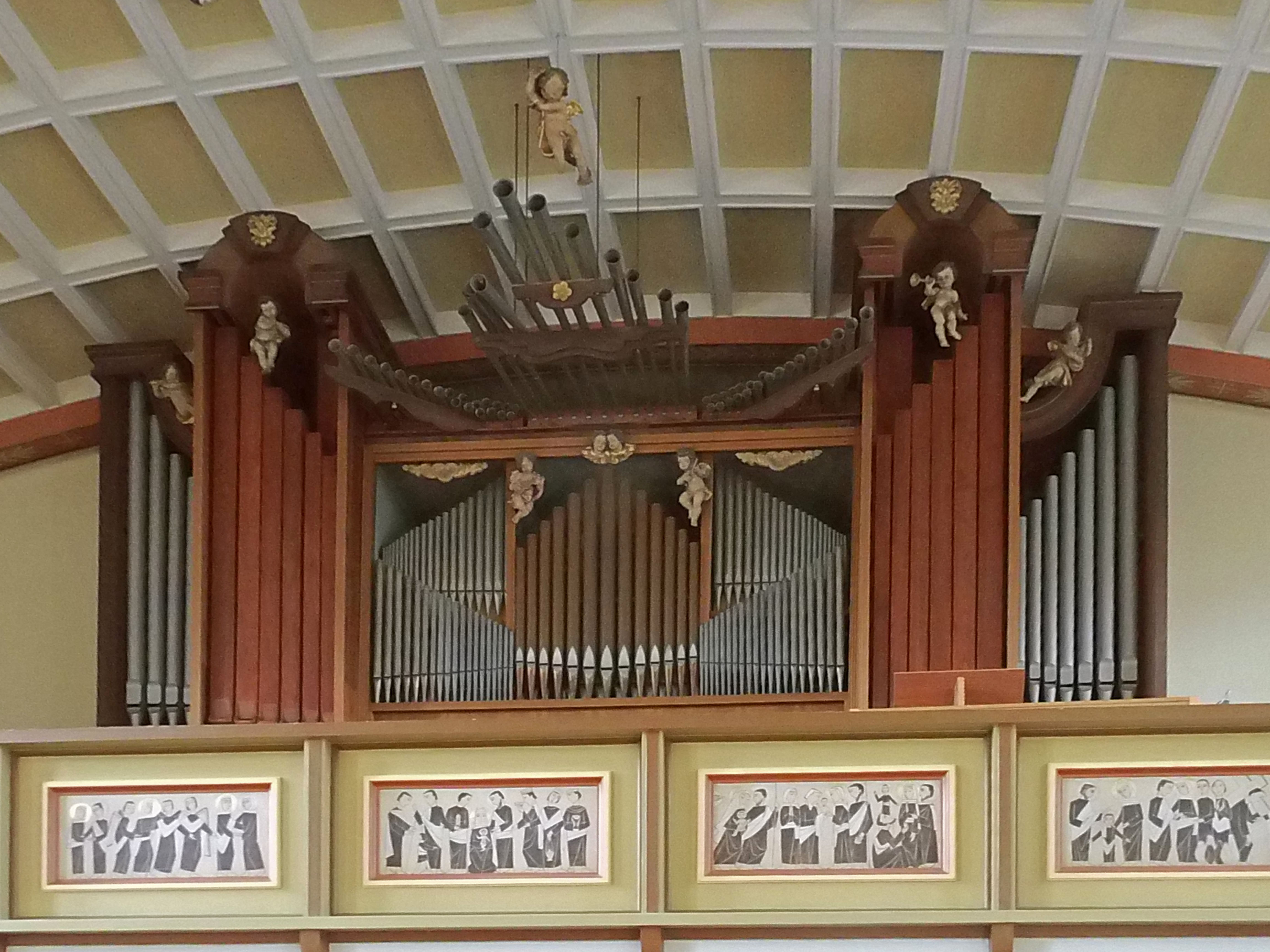
Orgel

Die in rund 142 Meter Höhe über dem Meeresspiegel gelegene Kirche wurde nach Plänen des Architekten Josef Fehlig erbaut und bietet rund 252 Sitzplätze. Ein Relief über dem Haupteingang zeigt den Erzengel Gabriel, den Schutzpatron der Kirche.
Das Innere der Gotteshauses überrascht durch seine für eine Nachkriegskirche umfangreiche Ausstattung. Im Eingangsraum ist der heilige Josef von Nazaret dargestellt, mit dem Petersdom als Symbol für Josef als Schutzpatron der katholischen Kirche und einer Lilie als Symbol für seine Keuschheit. Der Altarraum wir von einer Kreuzigungsgruppe dominiert, darunter befindet sich der Tabernakel. Am Altar ist die Szene aus dem 1. Buch der Könige dargestellt, als ein Engel Elija anrührte und sprach: „Steh auf und iss!“ Am Opfertisch ist die Szene aus der Bibel dargestellt, wie die Israeliten das Manna aufsammeln, das ihnen auf ihrer 40-jährigen Wanderschaft durch die Wüste als Nahrung diente. Links und rechts vom Altarraum zeigen Statuen Jesus Christus als Guten Hirten sowie Maria die Mutter Jesu. An den beiden Längswänden befinden sich 14 kleine Kreuzwegstationen. Die Apostelleuchter sind mit den Namen der Apostel versehen. Zur Innenausstattung gehört auch ein Bild der heiligen Antonius von Padua und einer weiteren Heiligen. Die Orgel wurde aus Bauteilen mehrerer alter Orgeln neu zusammengefügt.
Für kleine Gottesdienste steht eine an das Kirchenschiff angebaute Kapelle mit rund 30 Sitzplätzen zur Verfügung, die der heiligen Barbara von Nikomedien, der Schutzpatronin der Berg- und Hüttenleute, geweiht ist. In ihr befinden sich ein Wandmosaik der heiligen Barbara sowie ein Marienbild.
Im Kirchturm befindet sich, drei Stufen tiefer als das Kirchenschiff, die Taufkapelle. In ihr hat der Taufstein seinen Platz, eine Statue stellt Johannes den Täufer dar. Im Durchgangsraum zur Taufkapelle befinden sich eine Kopie des Gnadenbildes Unserer Lieben Frau von der immerwährenden Hilfe, vor dem Opferkerzen aufgestellt werden können, sowie eine Statue des heiligen Antonius von Padua.
Im Umfeld der Kirche befinden sich als weitere katholischen Einrichtungen ein Kindergarten, das Altenheim „Maria im Tann“, Altenwohnungen, sowie eine Außenstelle des in Ringelheim ansässigen Judith-Heimes.